# William Trew

a Compétitions nationales et continentales officielles uniquement.

b Matchs officiels uniquement.
William James Trew dit Billy Trew, né le 12 mars 1879 à Swansea et mort le 20 août 1926 dans la même ville, est un joueur international gallois de rugby à XV ayant occupé les postes de demi d'ouverture, de centre ou d'ailier pendant quatorze années en sélection nationale, jusqu'à l'âge de 34 ans. Il est le père fondateur de la Fédération galloise.

## Biographie
Billy Trew débute pour le club de Swansea RFC en octobre 1897. Il en est le capitaine cinq saisons consécutivement de 1906-1907 à 1910-1911 et également en 1912-1913. Il joue pour Swansea contre les All Blacks en 1905 et il est le capitaine du club lors des mémorables victoires sur les Wallabies (1908) et les Springboks (1912).
Il honore sa première sélection avec le pays de Galles le 6 janvier 1900 contre l'Angleterre et sa dernière le 27 février 1913 contre la France. C'est à cette dernière date qu'une blessure au genou le contraint à mettre un terme à sa carrière.

## Palmarès
- Six victoires dans le tournoi britannique puis des Cinq Nations : 1900 (3 matches et Triple Couronne), 1905 (1 match et Triple Couronne, 1906 (1 match - ex æquo avec l'Irlande), 1908 (3 matches et Triple couronne), 1909 (3 matches et Triple couronne) et 1911 (4 matches et Grand Chelem).
- Vainqueur de l'Australie en 1908.

## Statistiques en équipe nationale
- 29 sélections, de 1900 à 1913 (dont 8 tournois britanniques et quatre des Cinq Nations).
- 14 fois capitaine, de 1907 à 1913 (10 fois consécutivement de 1908 à 1911).
- 39 points (11 essais, 1 transformation, 1 drop).
- Sélections par année : 1900 (3), 1901 (2), 1903 (1), 1905 (1), 1906 (1), 1907 (2), 1908 (5), 1909 (4), 1910 (3), 1911 (4), 1912 (1), 1913 (2).